# 키란 바들루
키란 바들루(네덜란드어: Kiran Badloe, 1994년 9월 13일~)는 네덜란드의 요트 선수이다. 2020년 하계 올림픽에서 남자 윈드서핑 경기 금메달을 획득했다.